# Grevskabet Hoya
 "Grafschaft Hoya" omdirigeres hertil. For nutidens administrative enhed i Tyskland, se Samtgemeinde Grafschaft Hoya.
Grevskabet Hoya (tysk: Grafschaft Hoya) var et grevskab i Det tysk-romerske rige. Dets område lå i den centrale del af den nuværende tyske delstat Niedersachsen midtvejs mellem Hamborg og Bremen. Den nuværende samtgemeinde Grafschaft Hoya har sit navn fra Grevskabet Hoya.
Hoya opstod som et middelalderligt grevskab i begyndelsen af 1100-tallet. Grevskabet blev regeret af medlemmer af Huset Hoya og var fra 1345 til 1497 delt i to linjer, en i Nienburg og en i Hoya. Grev Jobst 2. konverterede til Martin Luthers lære og indledte Reformationen i 1523. Ved Huset Hoyas uddøen i 1582 blev grevskabets territorium delt mellem Fyrstendømmet Lüneburg, Fyrstendømmet Calenberg og Landgrevskabet Hessen-Kassel.